# Бухта Бойсмана
Бухта Бойсмана — залив Японского моря в южной части Приморского края России. Площадь поверхности — 27,8 км².
Назван в честь российского флотского офицера капитана 2 ранга Василия Бойсмана, участника гидрографических работ в заливе Петра Великого. Нанесена на карту в 1862 году экипажем корвета Новик.
Бухта вдается в западный берег залива Петра Великого между мысом Красный Утес и мысом Клерка, находящимся к северо-востоку от мыса Красный Утес. Северный берег низкий и песчаный, в восточной его части возвышается несколько холмов. Западный берег бухты возвышенный и порос кустарником. Северо-восточный берег бухты образован крутым юго-западным берегом полуострова Клерка. Пляж песчаный, местами каменный.
Открыта южным и юго-восточным ветрам и волнению.
На берегу бухты Бойсмана находятся два неолитических памятника бойсманской культуры: поселение Бойсмана-1 и поселение с могильником Бойсмана-2 возрастом 5,5—6 тысяч лет. Люди из неолитической культуры Бойсмана (~5000 лет до н. э.) генетически очень похожи на людей янковской культуры железного века (~1000 лет до н. э.) и на людей из пещеры Чёртовы Ворота (~6000 лет до н. э.), документируя непрерывное присутствие этого профиля предков в бассейне реки Амур, простирающегося по меньшей мере до восьми тысяч лет назад. Преобладающая у людей культуры Бойсмана Y-хромосомная гаплогруппа C2b-F1396 и митохондриальные гаплогруппы D4 и C5 являются преобладающими и у современных тунгусов, монголов, некоторых тюркских народов и индейцев Америки.